# Morris Curotta
Morris Curotta (Morris Joseph Curotta; * 24. März 1929 in Sydney; † 28. Oktober 2002 ebd.) war ein australischer Sprinter.
Bei den Olympischen Sommerspielen 1948 in London wurde er Fünfter über 400 m. Über 100 m erreichte er das Halbfinale, und in der 4-mal-100-Meter-Staffel schied er im Vorlauf aus.
1952 erreichte er bei den Olympischen Sommerspielen 1952 in Helsinki über 400 m das Viertelfinale. In der 4-mal-100-Meter-Staffel und der 4-mal-400-Meter-Staffel kam er nicht über die erste Runde hinaus.
1948 wurde er Englischer Meister über 440 Yards.

## Persönliche Bestzeiten
- 100 m: 10,6 s, 1948
- 200 m: 21,2 s, 26. Februar 1949, Napier
- 400 m: 47,0 s, 29. Mai 1948, Sydney